# Bruno Granichstaedten
Bruno Bernhard Granichstaedten (1. září 1879, Vídeň, Rakousko-Uhersko – 30. května 1944, New York, Spojené státy americké) byl rakouský hudební skladatel.
Jeho otec, dr. Emil Granichstaedten, vystudoval práva a působil nejprve jako advokát, později se ale začal svým literárním zájmům věnovat i profesně a stal se známým divadelním kritikem a dramatikem. Protože jeho syn Bruno již záhy projevoval zájem o hudbu, dostalo se mu fundovaného vzdělání u Salomona Jadassohna (1831–1902) v Lipsku. Po prvních divadelních angažmá byl v roce 1900 povolán do Mnichova jako šéfdirigent tamní Dvorní opery. Protože se ale cítil přitahován „lehkou Múzou“, založil později spolu s Frankem Wedekindem kabaret Die Elf Scharfrichter, což vedlo k jeho propuštění z opery.
V roce 1908 zveřejnil svou první operetu (Bub oder Mädel / Hoch nebo dívka, libreto Felix Dörmann a Adolf Altmann). Ta měla určitý úspěch, který se mu v následujících letech podařilo ještě předstihnout dalšími díly. Po anšlusu Rakouska musel jako Žid zemi opustit; s pomocí zpěvačky Betty Fischerové se mu roku 1940 podařilo emigrovat přes Lucembursko do USA. Tam se ale už nemohl uchytit a po nějaký čas si vydělával na živobytí jako klavírista v nočních klubech.

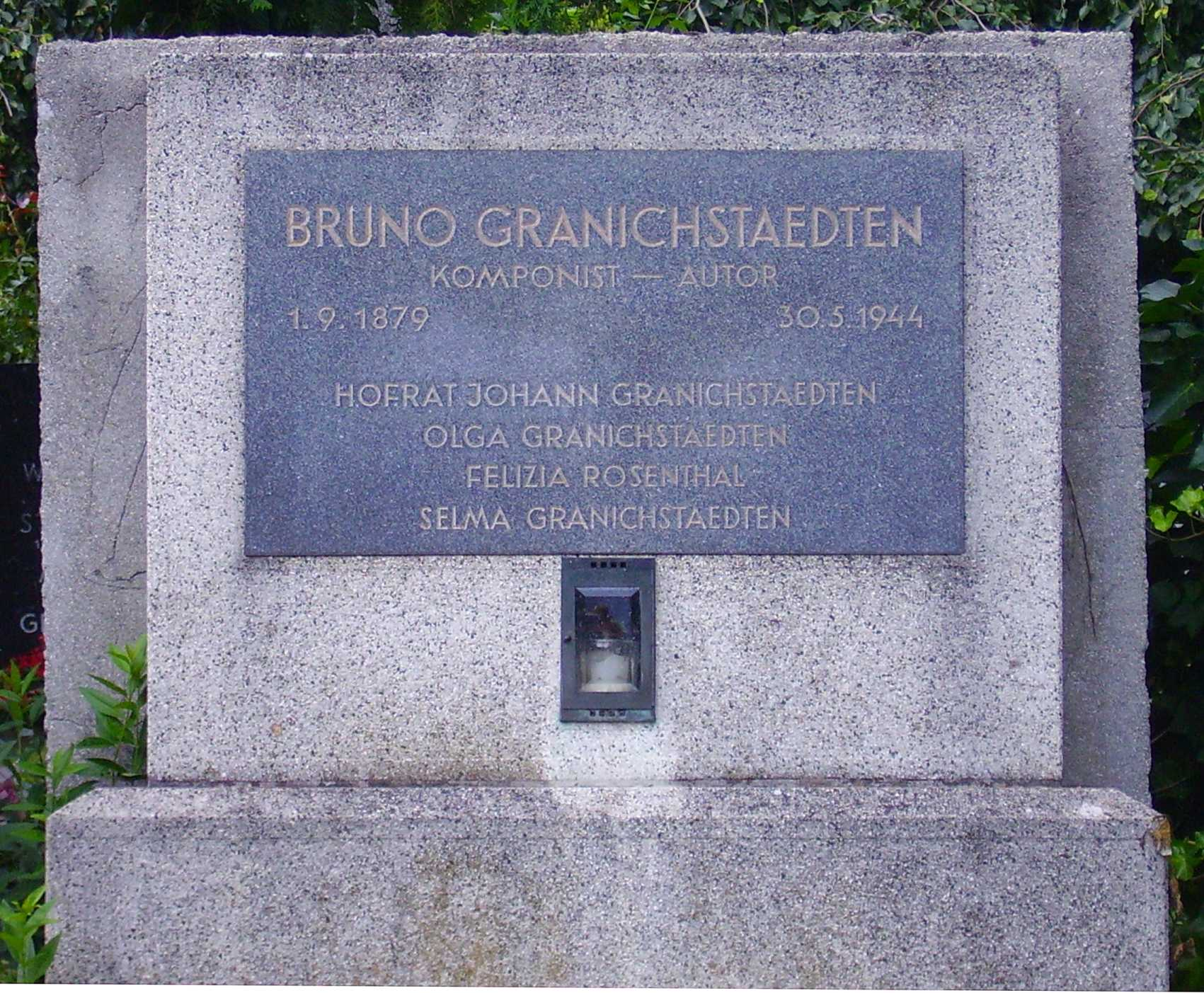
Granichstaedtenův hrob na hřbitově v Hietzingu

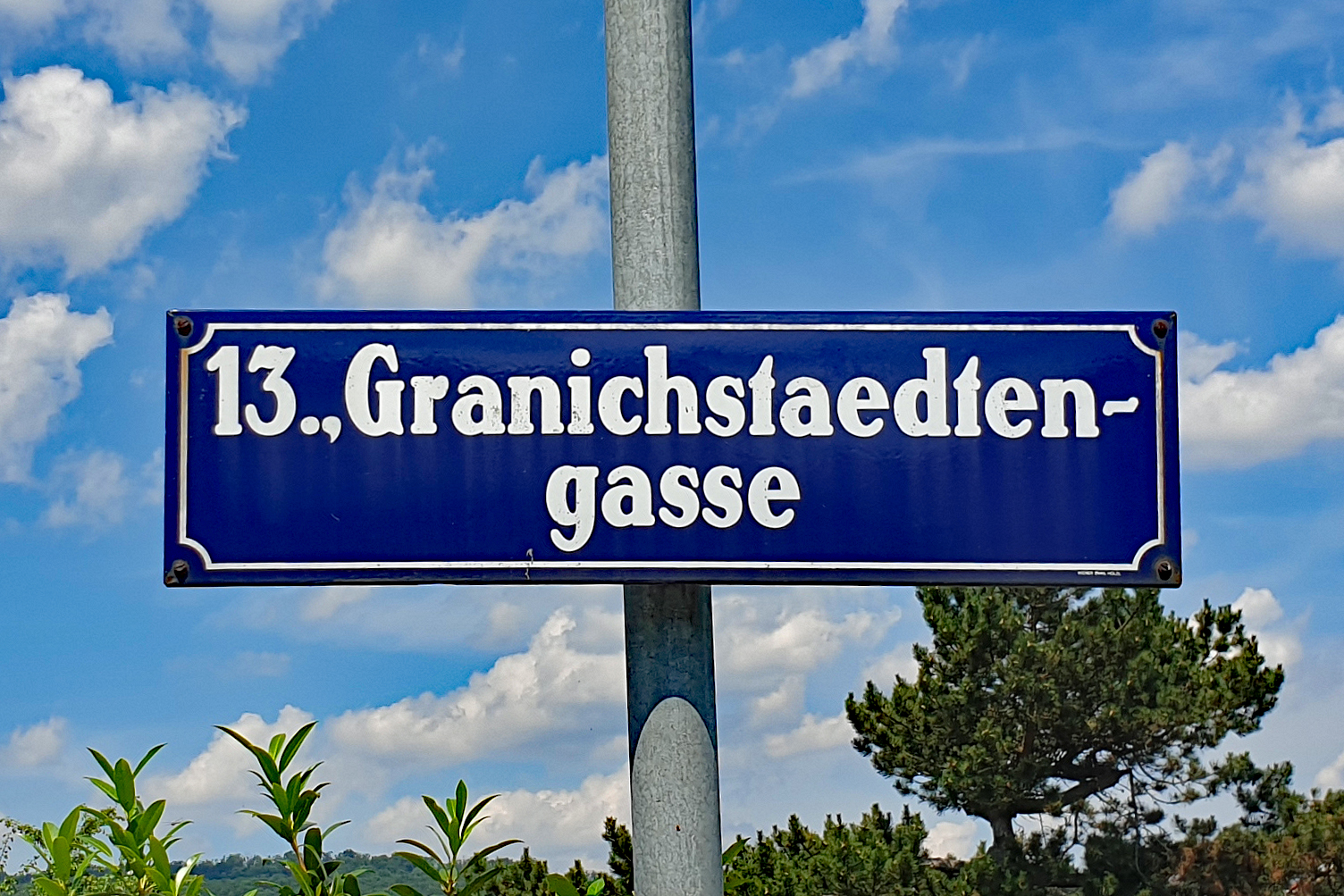
Granichstaedtengasse v Hietzingu

Bruno Granichstaedten napsal 16 operet a singspielů, k nimž zčásti napsal i sám libreta. Jeho největšími úspěchy po prvotině Holka nebo kluk byly Auf Befehl der Kaiserin (K rozkazu Její Výsosti, 1915) a Der Orlow (Orlov, 1924). Vedle toho napsal hudbu ke třem zvukovým filmům a několik písní a šansonů; zvláště populární se staly valčík Zuschaun kann i net vložený do Benatzkého operety U bílého koníčka a šanson Da nehm' ich meine kleine Zigarette z Orlova. Jeho hudba byla v prvých letech tvorby typicky vídeňská, po první světové válce však zjevně vstřebala vliv populární americké hudby, zejména pokud jde o rytmickou tvářnost. K uměleckému úspěchu mu však tento vývoj nepřispěl, protože tím jeho tvorba ztratila na svébytnosti.
Jeho čestný hrob se nachází na hřbitově ve Vídni-Hietzingu. Od roku 1955 nese jeho jméno Granichstaedtengasse v téže čtvrti. Jeho pozůstalost se nachází ve vídeňské městské knihovně (Wienbibliothek im Rathaus).

## Díla
- Bub oder Mädel? / Hoch nebo dívka (libreto Felix Dörmann a Adolf Altmann), opereta o prologu a 2 dějstvích (premiéra 13. listopadu 1908, Vídeň, Johann Strauss-Theater; v češtině 3. března 1910 Národní divadlo v Brně)
- Wein, Weib and Gesang (libreto Adolf Altmann), opereta o 1 dějství (premiéra 1909, Vídeň)
- Lolotte (libreto Bruno Granichstaedten a Alfred Schick-Markenau), opereta o třech dějstvích (premiéra 1910, Vídeň)
- Majestät Mimi / Její Veličenstvo Mimi (libreto Felix Dörmann a Roda Roda), opereta (premiéra 17. února 1911, Vídeň, Carltheater; v češtině 26. října 1910 divadlo Deklarace na Žižkově)
- Casimirs Himmelfahrt / Noc v nebi (libreto Alfred Maria Willner a Robert Bodanzky), burleskní opereta (premiéra 1911, Vídeň; v češtině 11. července 1912 Aréna na Smíchově)
- Die verbotene Stadt (libreto Bruno Granichstaedten a Carl Lindau), opereta (premiéra 1913, Berlín)
- Der Kriegsberichterstatter (libreto Rudolf Oesterreicher a Wilhelm Sterk), pestré obrázky z dneška (premiéra 1914, Vídeň) (hudba: Eysler, Granichstaedten, Nedbal, Weinberger a Ziehrer)
- Auf Befehl der Herzogin (der Kaiserin) / K rozkazu Její Výsosti (libreto Leopold Jacobson a Robert Bodanzky), operetní idyla o 3 dějstvích (premiéra 20. března 1915, Vídeň, Theater an der Wien; v češtině 17. července 1915 Aréna na Smíchově)
- Walzerliebe (libreto Bruno Granichstaedten a Robert Bodanzky), opereta o prologu a 2 dějstvích (premiéra 16. února 1918, Vídeň, Apollo Theater)
- Das alte Lied (libreto Bruno Granichstaedten), opereta o 3 dějstvích (premiéra 1918, Vídeň)
- Indische Nächte (libreto Robert Bodanzky a Bruno Hardt-Warden), fantastická opereta o 3 dějstvích (premiéra 1921, Vídeň)
- Die Bacchusnacht / Neronova noc lásky (libreto Bruno Granichstaedten a Ernst Marischka), opereta o 3 dějstvích (premiéra 1923, Vídeň; v češtině 20. prosince 1923 Vinohradská zpěvohra v Praze)
- Glück bei Frauen / Schmedes a Rosenthal nebo Štěstí u žen (libreto Victor Léon a Heinz Reichert), opereta (premiéra 1923, Vídeň; v češtině 2. února 1925 Vinohradská zpěvohra v Praze)
- Der Orlow / Orlov (libreto Bruno Granichstaedten a Ernst Marischka), opereta (premiéra 3. dubna 1925, Vídeň, Theater an der Wien; v češtině 31. října 1925 Vinohradská zpěvohra v Praze)
- Das Schwalbennest / Vlaštovčí hnízdečko (libreto Bruno Granichstaedten a Ernst Marischka), starovídeňský singspiel o 3 dějstvích (premiéra 1926, Vídeň; v češtině 27. ledna 1927 Národní divadlo v Brně)
- Evelyne / Evelina (libreto Bruno Granichstaedten a Peter Herz, podle Edwarda Philipse Oppenheima), opereta o 3 dějstvích (premiéra 1927, Berlín; v češtině 1. září 1928 Vinohradská zpěvohra v Praze)
- Der Dollar rollt! (Reklame!) / Domeček z karet (libreto Bruno Granichstaedten a Ernst Marischka), opereta (premiéra 1930, Vídeň; v češtině 15. prosince 1935 Zemské národní divadlo v Brně)